# Alin Cârstocea
Alin Cârstocea (n. 16 ianuarie 1992, Năvodari, România) este un fotbalist român liber de contract, care joacă pe post de mijlocaș. Pe plan internațional, are prezențe la națională pentru România Sub-19 și România Sub-21.